# 西庇阿 (纽约州)
西庇阿（英語：Scipio）是位于美国纽约州卡尤加县的一个镇，地处卡尤加县中南部、奥本以南。2010年美国人口普查时，该镇有1713人。最初的定居者于1790年左右到达此地。1798年，西庇阿镇正式建立，其名称来源于古罗马统帅大西庇阿。